# Heinkel He 42
Heinkel He 42 – niemiecki wodnosamolot z początku lat 30. XX wieku. Wyprodukowano 32 egzemplarze.
Samolot na początku II wojny światowej był wykorzystywany jako samolot szkoleniowy dla pilotów wodnosamolotów.